# Linia kolejowa Lubiechowo – Włościbórz
Linia kolejowa Lubiechowo – Włościbórz – rozebrana wąskotorowa linia kolejowa łącząca Lubiechowo z Włościborzem. Linia została otwarta 9 października 1915 roku. Posiadała jeden tor o rozstawie 1000 mm. Przed 1945 rokiem na linii zawieszono przewozy pasażerskie natomiast przed 1959 także towarowe. Po tym roku linia została rozebrana. Linia należała do Kołobrzeskiej Kolei Wąskotorowej.